# Oerlikon
Oerlikon (toponimo tedesco) è un quartiere di Zurigo di 22 161 abitanti, nel distretto 11.

## Storia
Già comune autonomo istituito nel 1872 per scorporo da quello di Schwamendingen, nel 1934 è stato accorpato al comune di Zurigo assieme agli altri comuni soppressi di Affoltern, Albisrieden, Altstetten, Höngg, Schwamendingen, Seebach e Witikon. Dopo l'incorporazione formò, assieme ad Affoltern, Schwamendingen e Seebach, il distretto 11.

## Monumenti e luoghi d'interesse
- Chiesa riformata, eretta nel 1906-1908[1];
- Chiesa cattolica del Sacro Cuore, eretta nel 1892-1894[senza fonte].

## Società

### Evoluzione demografica
L'evoluzione demografica è riportata nella seguente tabella:
Abitanti censiti

## Amministrazione
Ogni famiglia originaria del luogo fa parte del cosiddetto comune patriziale e ha la responsabilità della manutenzione di ogni bene ricadente all'interno dei confini del comune.